# Kevin McKidd
Kevin McKidd (n. 9 august 1973, Elgin⁠(d), Scoția, Regatul Unit) este un actor scoțian și regizor de film. Este cel mai cunoscut pentru rolul dr. Owen Hunt din Anatomia lui Grey.

## Filmografie

### Film
| An   | Titlu                                              | Rol                                   | Note |
| ---- | -------------------------------------------------- | ------------------------------------- | --- |
| 1996 | Small Faces                                        | Malky Johnson                         | |
| 1996 | Trainspotting                                      | Tommy Mackenzie                       | |
| 1997 | Regeneration                                       | Callan                                | |
| 1997 | Richard II                                         | Henry Percy                           | Film TV |
| 1998 | Hideous Kinky                                      | Henning                               | |
| 1998 | Bedrooms and Hallways                              | Leo                                   | |
| 1998 | The Acid House                                     | Johnny                                | Nominalizare - International Fantasy Film Award - Best Actor                                                           |
| 1998 | Dad Savage                                         | H                                     | |
| 1998 | Looking After Jo Jo                                | Basil                                 | |
| 1999 | Topsy-Turvy                                        | Durward Lely                          | |
| 2001 | Understanding Jane                                 | Eliott                                | |
| 2002 | Nicholas Nickleby                                  | John Browdie                          | |
| 2002 | Max                                                | George Grosz                          | |
| 2002 | Dog Soldiers                                       | Pte Lawrence Cooper                   | |
| 2002 | That Old One                                       | Tom Furness                           | Scurtmetraj |
| 2003 | The Key                                            | Duncan                                | |
| 2003 | AfterLife                                          | Kenny Brogan                          | |
| 2003 | 16 Years of Alcohol                                | Frankie                               | Nominalizare - BAFTA Scotland - Best Actor in a Scottish Film Nominalizare - British Independent Film Award Best Actor |
| 2004 | Does God Play Football                             | Father Davis                          | Scurtmetraj |
| 2004 | De-Lovely                                          | Bobby Reed                            | |
| 2004 | The Purifiers                                      | Moses                                 | |
| 2004 | One Last Chance                                    | Seany                                 | |
| 2005 | Kingdom of Heaven                                  | English Sergeant                      | |
| 2006 | The Rocket Post                                    | Thomas McKinnon                       | |
| 2007 | The Last Legion                                    | Wulfila                               | |
| 2007 | Hannibal Rising                                    | Kolnas                                | |
| 2008 | Made of Honor                                      | Colin McMurray                        | |
| 2010 | One Night in Emergency                             | Peter Forbes                          | |
| 2010 | Percy Jackson & the Olympians: The Lightning Thief | Poseidon                              | |
| 2010 | Bunraku                                            | Killer #2                             | |
| 2011 | The Great Ghost Rescue                             | Hamish                                | |
| 2012 | Comes A Bright Day                                 | Cameron                               | |
| 2012 | Brave                                              | Lord MacGuffin/Young MacGuffin (voce) | |
| 2013 | Justice League: The Flashpoint Paradox             | Thomas Wayne / Batman (voce)          | Direct-pe-video |
| 2015 | Home Sweet Hell                                    | Freeman                               | |
| 2017 | T2 Trainspotting                                   | Tommy Mackenzie                       | Imagini de arhivă din Trainspotting                                                                                    |
| 2017 | Tulip Fever                                        | Johan De Bye                          | |

### Televiziune
| An           | Titlu                                 | Rol                                 | Note |
| ------------ | ------------------------------------- | ----------------------------------- | --- |
| 1996         | Father Ted                            | Father Deegan                       | 1 episod |
| 1996         | Kavanagh QC                           | David Lomax                         | 1 episod |
| 1999         | The Magical Legend of the Leprechauns | Jericho O'Grady                     | 2 episoade |
| 2000         | Anna Karenina                         | Count Vronsky                       | 4 episoade |
| 2000         | North Square                          | Billy Guthrie                       | 10 episoade |
| 2004         | Gunpowder, Treason & Plot             | James Hepburn, 4th Earl of Bothwell | Biarritz International Festival of Audiovisual Programming - Best Actor |
| 2006         | The Virgin Queen                      | Duke of Norfolk                     | 2 episoade |
| 2005–2007    | Rome                                  | Lucius Vorenus                      | 22 episoade |
| 2007         | Journeyman                            | Dan Vasser                          | 13 episoade Nominalizare - Premiul Saturn pentru cel mai bun actor de televiziune |
| 2008–prezent | Grey's Anatomy                        | Dr. Owen Hunt                       | Rol principal; ocazional regizor (Sez. 5–prezent) Prism Award - Best Performance in a Drama Series Multi-Episode Storyline Nominalizare - 2011 Prism Award - Best Performance in a Drama Series Episode |
| 2014         | Toy Story That Time Forgot            | Reptillus Maximus (voce)            | Special TV |
| 2016–2017    | Star Wars Rebels                      | Fenn Rau (voce)                     | 7 episoade |
| 2020         | Station 19                            | Owen Hunt                           | 3 episoade |
| 2020         | Room 104                              | Kyran - The Last Man                | 1 episod |

#### Ca regizor
- Grey's Anatomy (2010) Seattle Grace: Message of Hope (Web-episoade)[5]
"No Comment" (14 octombrie 2010)
"Take One" (21 octombrie 2010)
"Award-Winning" (11 noiembrie 2010)
"The Sizzle" (18 noiembrie 2010)
- Grey's Anatomy (2011–prezent),   serial TV
"Don't Deceive Me (Please Don't Go)" (2011)
"Poker Face"[6] (2011)
"Let the Bad Times Roll" (2012)
"I Saw Her Standing There" (2012)
"Do You Believe in Magic" (2013)
"Two Against One" (2013)
"I'm Winning" (2014)
"I Must Have Lost it on the Wind" (2014)
"Time Stops" (2015)
"Sledgehammer" (2015)
"Odd Man Out" (2016)
"Mama Tried" (2016)
"Catastrophe and the Cure" (2016)
"Who Is He (And What Is He To You?)" (2017)
"Till I Hear It From You" (2017)
"True Colors" (2017)
"Get Off on The Pain" (2017)
"Out of Nowhere" (2017)
"One Day Like This" (2018)
"Bad Reputation" (2018)
"Broken Together" (2018)
"Blowin' In The Wind" (2018)
"I Walk The Line" (2019)
"Drawn to the Blood" (2019)
"Back in the Saddle" (2019)
"Let's All Go to the Bar" (2019)
"Give a Little Bit" (2020)
"My Happy Ending" (2020)
"In My Life" (2021)
"Tradition" (2021)
"Someone Saved My Life Tonight" (2021)
"Some Kind of Tomorrow" (2021)
"Legacy" (2022)
"Put It to the Test" (2022)
"Out for Blood" (2022)